# Echinodium
Echinodium là một chi rêu trong họ Echinodiaceae. Chi này gồm 6 loài còn sinh tồn.